# Tonton Tapis
El equipo Tonton Tapis-GB fue un equipo ciclista belga que compitió profesionalmente el 1991. El año siguiente se fusionó con el Del Tongo-MG Boys creando así el GB-MG Boys Maglificio.

## Corredor mejor clasificado en las Grandes Vueltas
| Año  | Giro de Italia | Tour de Francia     | Vuelta a España |
| ---- | -------------- | ------------------- | --------------- |
| 1991 | -              | 51.º Laurent Pillon | -               |

## Principales resultados
- Critérium Internacional: Stephen Roche
- Giro de los Apeninos: Dirk De Wolf
- Semana Catalana: Stephen Roche

### En las grandes vueltas
- Tour de Francia
  - 1 participación (1991)
  - 0 victoria de etapa: